# Isonychus varians
Isonychus varians är en skalbaggsart som beskrevs av Blanchard 1850. Isonychus varians ingår i släktet Isonychus och familjen Melolonthidae. Inga underarter finns listade i Catalogue of Life.